# منایخموس
منایخموس (به یونانی: Μέναιχμος)‏ (زادهٔ ۳۸۰ قبل از میلاد - درگذشتهٔ ۳۲۰ قبل از میلاد) یکی از ریاضی‌دانان و هندسه‌دانان اهل یونان و از دوستان نزدیک فیلسوف نام‌آور افلاطون بود.
منایخموس از تقاطع یک سهمی و یک هذلولی راه حل هندسی تازه‌ای برای مسئله تضعیف مکعب به دست آورد.